# ヴァーツラフ1世 (ボヘミア王)
ヴァーツラフ1世（Václav I., 1205年 - 1253年9月22日）は、プシェミスル朝のボヘミア王（在位：1230年 - 1253年）。オタカル1世とハンガリー王ベーラ3世の娘コンスタンシアの次男。シロンスク公ヘンリク2世妃アンナは姉、後に列聖されたアネシュカは妹に当たる。防衛と洪水対策のために、プラハの町を高さ10メートル、長さ1,700メートルの市壁で囲んだことでも知られる。プラハの聖アネシュカ修道院に埋葬された。

## 子女
1228年にローマ王フィリップの娘クニグンデと結婚。2男3女を儲けた。
- 長男：ヴラディスラフ（1230年頃 - 1247年1月3日） - 1246年、バーベンベルク家相続人のゲルトルートと結婚したが翌年に死去した。
- 次男：オタカル2世（1233年 - 1278年） - ボヘミア王
- 長女：ボジェナ（1290年5月27日没） - 1243年、ブランデンブルク辺境伯オットー3世と結婚
- 次女：アネシュカ（1268年10月10日没） - 1244年、マイセン辺境伯兼テューリンゲン方伯ハインリヒ3世と結婚
- 三女：（1248年没）

## 脚注

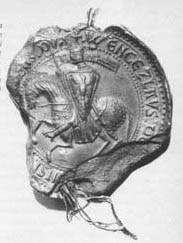
ヴァーツラフ1世のシール